# Aa-landen

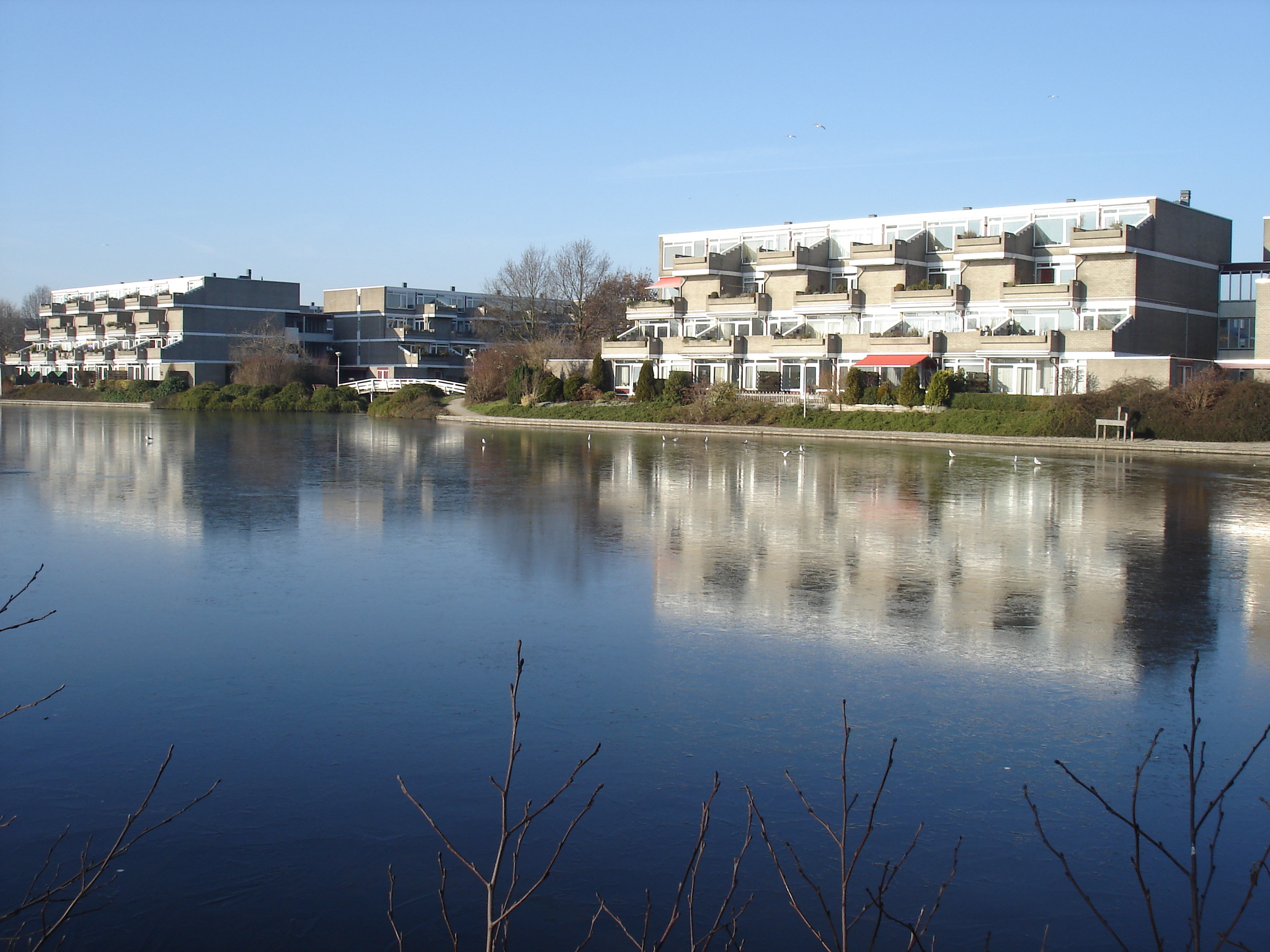
Wonen aan het water in de Aa-landen

Aa-landen (uitspraak: A-landen) is een woonwijk in de Overijsselse plaats Zwolle. De wijk kent de volgende buurten:
- Aalanden-Noord
- Aalanden-Oost
- Aalanden-Midden
- Aalanden-Zuid

## Geschiedenis
De wijk is vernoemd naar de Westerveldse Aa. Deze is niet gedempt, maar opgenomen in de structuur van de wijk. De Westerveldse Aa mondt uit in de Wijde Aa.
In de zomer van 1965 werd een start gemaakt met het bouwrijp maken van de grond. In 1967 werden de eerste woningen opgeleverd. De wijk was gereed in 1979.
In de Aa-landen is, in tegenstelling tot Holtenbroek, weinig hoogbouw gerealiseerd. De wegen zijn kronkelig en de wijk heeft vele erven. Ook hebben de woningen een wisselend uiterlijk.

## Verkeer
De Aa-landen ligt ten noorden van het stadscentrum en wordt ontsloten door de Rijnlaan en de Zwartewaterallee. De A28 loopt langs de wijk.
Stadsbuslijnen 2 (Aa-landen - Holtenbroek - Station), 4 (Aa-landen - Diezerpoort - Station), 10 (Aa-landen - Holtenbroek - Station) en 13 (Aa-landen - Diezerpoort - Station) van EBS verbindt het centrum van Zwolle met de woonwijk.

## Recreatie
In de wijk was een zwembad: het Aa-Bad. Dit bad is in 2013 gesloopt. Ook bevindt zich hier het Aa-park waardoor de oude Westerveld Aa kronkelt.

## Trivia
De straten in de wijk zijn afgeleid van verschillende watergangen in Nederland, hierbij is niet altijd de juiste benaming gebruikt:
- Slingerbeek: "Slingerbeek" is een oude benaming voor een deel van de Slingebeek, deze loopt in het oosten van de Achterhoek, zonder -R (maar komt wel met een r voor in puzzelwoordenboeken).
- De Puutbeek: dit zou een deel van de Geele Beek zijn[2].
- Vordensebeek: topografisch niet te vinden in Nederland.
- Dolte: er zijn 2 waterlopen die De Dolte heten.

Het vermoeden is dat de namen zijn overgenomen uit een boek De wateren van Nederland aardrijkskundig en geschiedkundig beschreven van Anton Albert Beekman, deze had zijn eigen schrijfwijze voor topografische locaties en daar zijn de Aa-landenbenamingen de erfenis van.
Wijken: Aa-landen · Assendorp · Berkum · Binnenstad · Diezerpoort · Hanzeland · Holtenbroek · Ittersum · Kamperpoort-Veerallee · Marsweteringlanden · Poort van Zwolle · Schelle · Soestweteringlanden · Stadshagen · Vechtlanden · Westenholte · Wipstrik

Buurten: Aalanden-Midden · -Noord · -Oost · -Zuid · Bagijneweide · Berkum · Binnenstad-Noord · -Zuid · Bollebieste · Breecamp · Breezicht · Brinkhoek · De Tippe · Dieze-Centrum · Frankhuis · Gerenbroek · Gerenlanden · Geren · Haerst · Hanzeland · Harculo en Hoog-Zuthem · Herfte · Het Noorden · Hogenkamp · Holtenbroek I · II · III · IV · Indische Buurt · Ittersumerbroek · Ittersumerlanden · Kamperpoort  · Katerveer-Engelse Werk · Langenholte · Mastenbroek · Meppelerstraatweg-Zuid · Milligen · Nieuw-Assendorp · Noordereiland · Oldenelerbroek · Oldenelerlanden-Oost · -West · Oud-Assendorp · Oud-Westenholte · Oud Ittersum · Oud Schelle · Pierik · Schelle-Zuid en Oldeneel · Schellerbroek · Schellerhoek · Schellerlanden · Schildersbuurt · Schoonhorst · Spoolde · Stadsbroek · Stationsbuurt · Tolhuislanden · Veerallee · Veldhoek · Vreugderijk · Werkeren · Westenholte-Stins · Wezenlanden · Wijthmen · Windesheim · Wipstrik-Noord · -Zuid · Zwolle-Zuid

Bedrijventerreinen: Floresstraat · Hanzeland · Hessenpoort · Marslanden (-Noord · -Zuid) · Oosterenk · Voorst (Voorst-A · Voorst-B · Voorst-C) · Voorsterpoort · De Vrolijkheid